# Kaatsheuvel

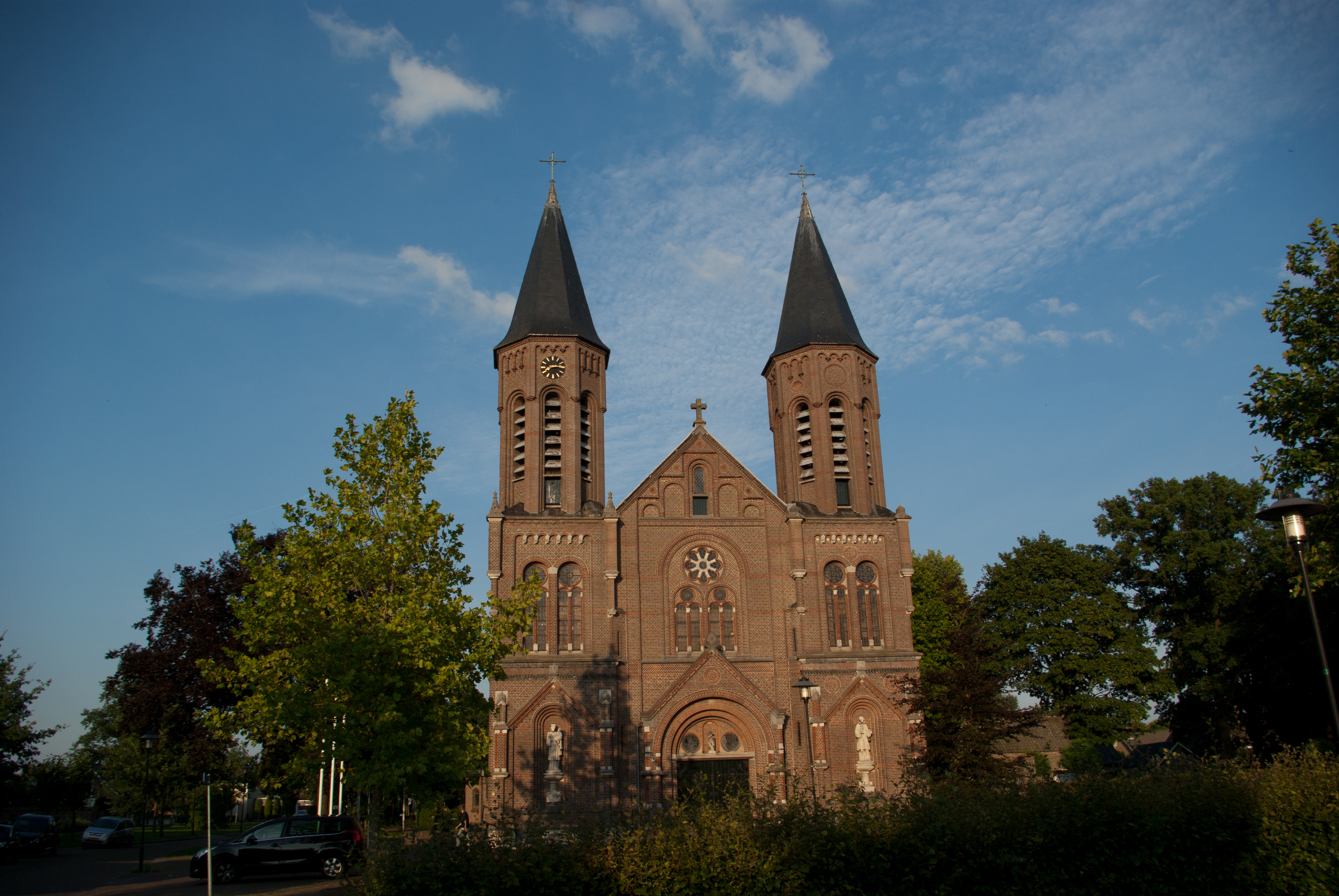
Kaatsheuvel: la chiesa dedicata ai Santi Martiri di Gorcum

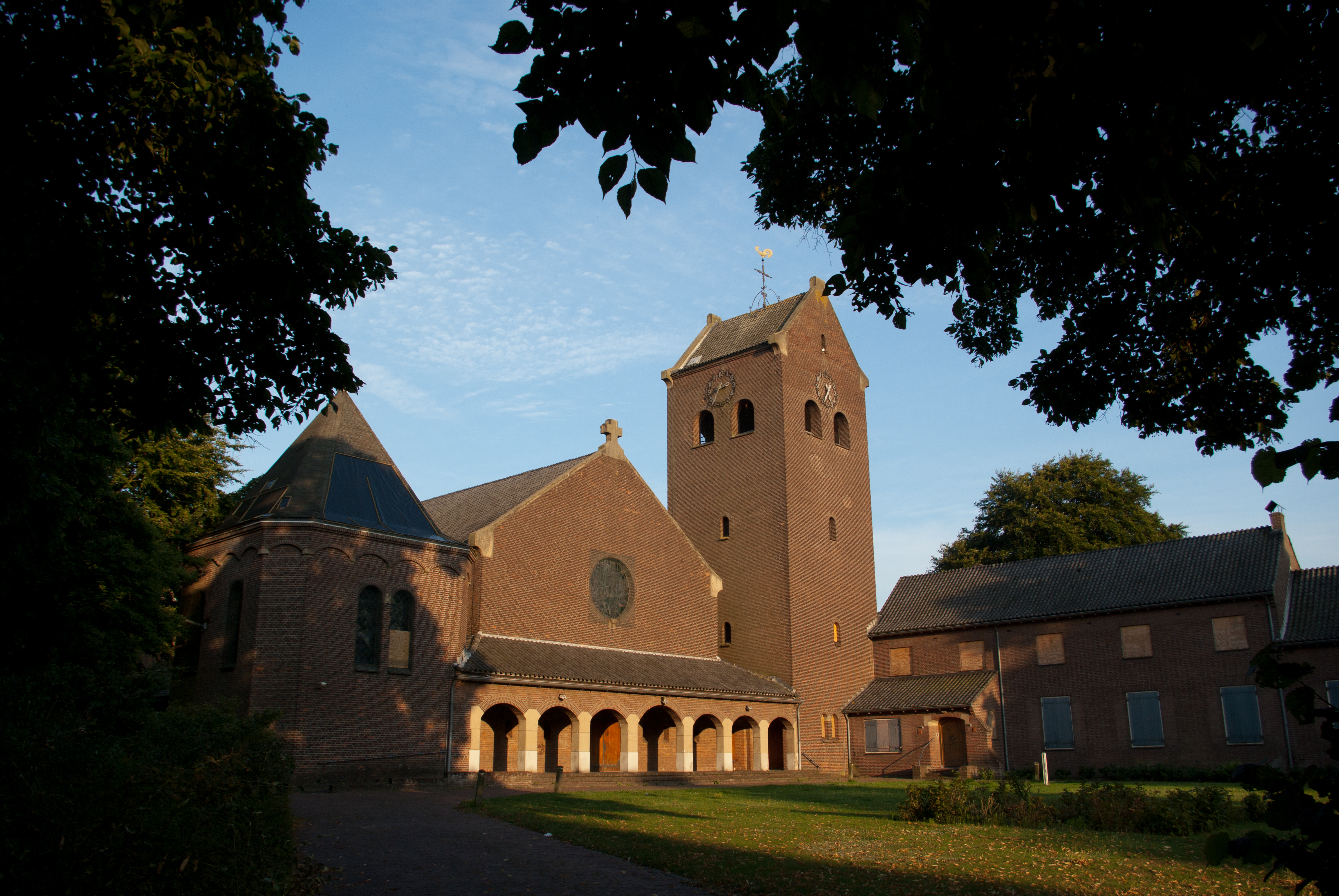
Kaatsheuvel: la chiesa di San Giuseppe

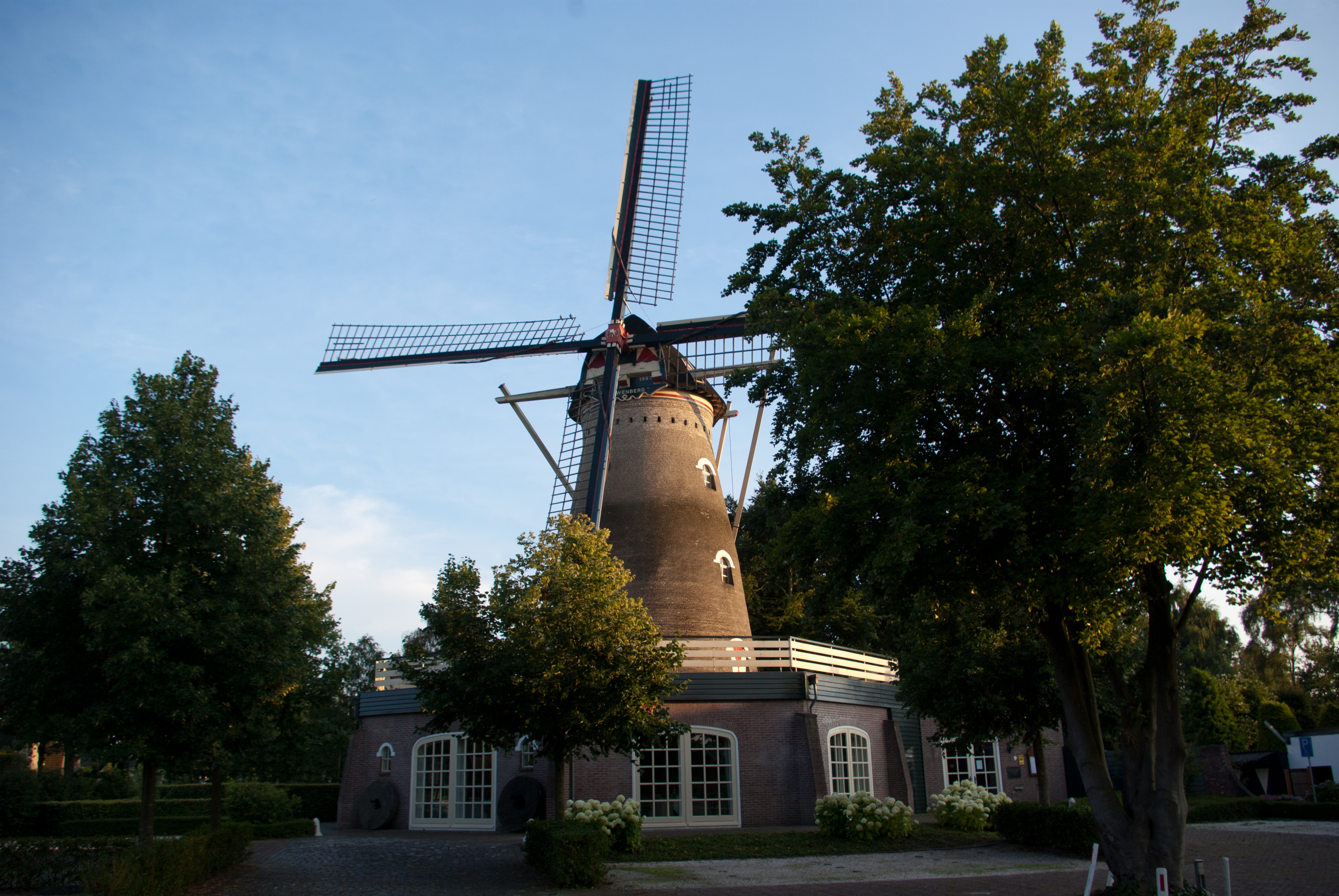
Kaatsheuvel: il mulino De Couwenbergh

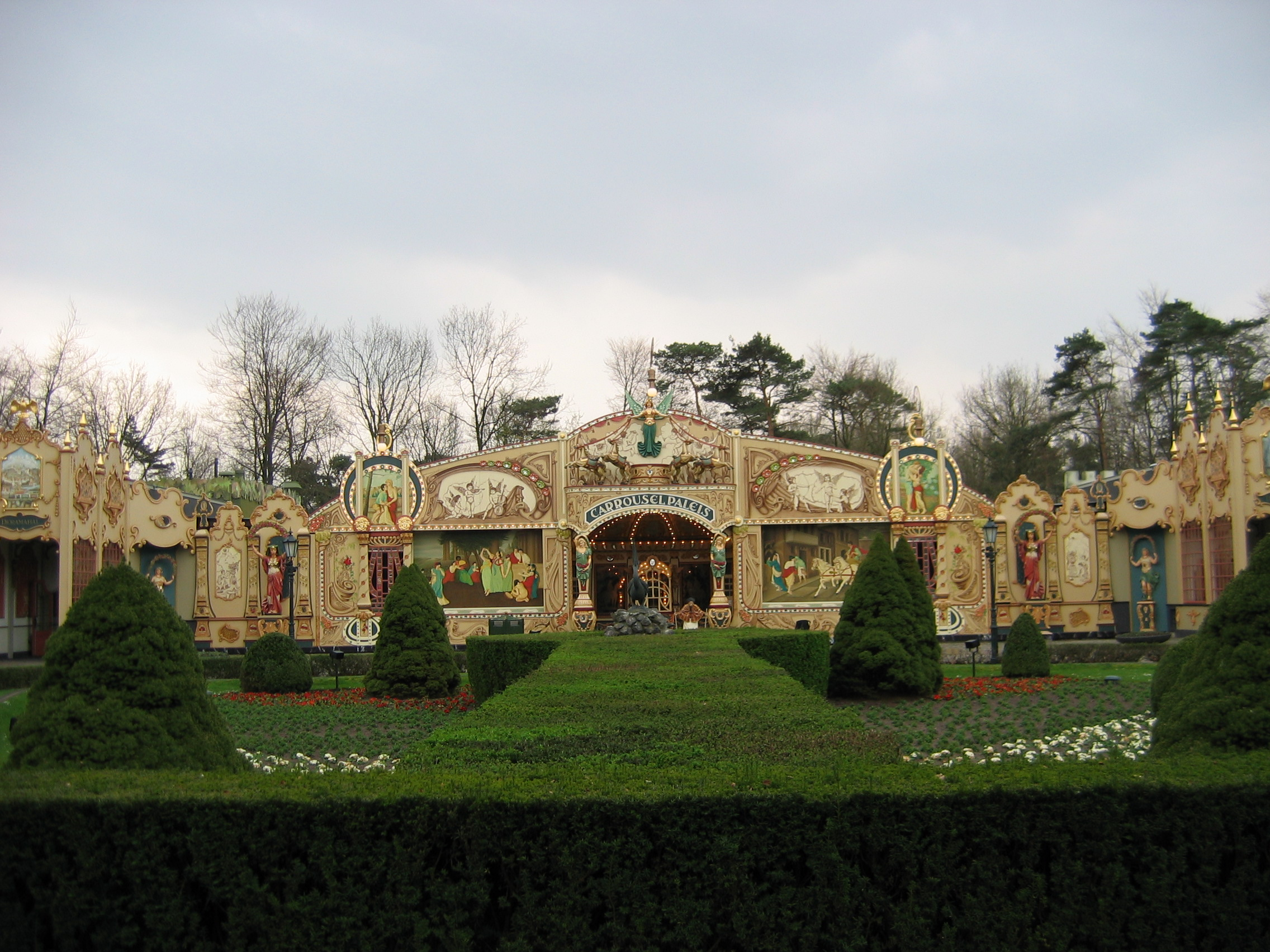
Il parco di divertimenti Efteling a Kaatsheuvel

Kaatsheuvel  (pron.: / 'kaatshøvəl/; in brabantino: Ketsheuvel) è una località di circa 16.000 abitanti del sud dei Paesi Bassi, facente parte della provincia del Brabante Settentrionale e situata nella regione di Langstraat. Dal punto di vista amministrativo, si tratta di una frazione del comune di Loon op Zand, di cui è il capoluogo e il centro più popolato.

## Geografia fisica
Kaatsheuvel si trova nella parte settentrionale della provincia del Brabante Settentrionale, tra le località di Waalwijk e Dongen (rispettivamente a sud/sud-ovest della prima e a nord-est della seconda), a circa 30 km ad ovest/sud-ovest di 's Hertogenbosch e a circa 20 km a nord di Tilburg.

## Origini del nome
Incerta è l'origine del toponimo Kaatsheuvel.
Secondo una prima ipotesi, significherebbe "collina (heuvel) di Santa Caterina", dato che Santa Caterina fu una santa molto venerata in zona.
L'ipotesi più probabile è quella che fa riferimento alla "Hoeve van den Heer op de Vaart", una cascina (hoeve) dei signori di Loon op Zaan, chiamata comunemente "Cetshoevel" (citata in una mappa di Bastignius del 1658), in riferimento ad uno di questi signori, Hendrik Cets.

## Storia
In origine, Kaatsheuvel faceva parte della signoria di Venloon (antico nome di Loon op Zand).
A partire dal 1731, si hanno le prime notizie di una chiesa a Kaatsheuvel. Prima di quella data, gli abitanti della cittadina dovevano recarsi a Loon op Zand per assistere alle funzioni religiose.
La località conobbe un rapido sviluppo a partire dall'inizio del XIX secolo, in particolare come centro industriale per la produzione di pelli e scarpe. Nel 1894, le industrie di scarpe a Kaatsheuvel erano 134.

## Monumenti e luoghi d'interesse
Kaatsheuvel conta 13 edifici classificati come rijksmonumenten.

### Architetture religiose

#### Chiesa dei Santi Martiri di Gorcum
Tra gli edifici principali di Kaatsheuvel, figura la chiesa dedicata ai Santi Martiri di Gorcum (Heilige Martelaren van Gorcumkerk), situata al nr. 8 di Errasstraat e risalente al 1895 o 1897.

#### Chiesa di San Giovanni Battista
Altro importante edificio religioso di Kaastsheuvel è la Chiesa di San Giovanni Battista, situata al nr. 37 della Hoofdstraat e risalente al 1912-1913.

#### Chiesa di San Giuseppe
Altro importante edificio religioso di Kaatsheuvel è la Chiesa di San Giuseppe, situata al nr. 2 di Wilhelminaplein e risalente al 1938.

### Architetture civili

#### Mulino De Eendragt
Altro rijksmonument di Kaatsheuvel è mulino De Eendragt, un mulino a vento risalente al 1779 o al 1870.

#### Mulino De Couwenbergh
Altro mulino a vento di Kaatsheuvel è il De Couwenbergh (o De Couwenberg), risalente al 1849-1850.

#### De Efteling
Kaatsheuvel è inoltre nota per il parco di divertimenti Efteling.

## Società

### Evoluzione demografica
Al censimento del 2011, Kaatsheuvel contava una popolazione pari a 16.475 abitanti.

## Geografia antropica

### Suddivisioni amministrative
Buurtschappen
- Berndijk
- De Els
- Gasthuisstraat-West
- van Heeswijkstraat
- Hooge Zandschel
- Pannehoef
- 't Rooie Dorp
- Sprangsevaart
- De Zwijgertjes

## Sport
- VV DESK, squadra di calcio[16]
- MHC DES, squadra di hockey su pista[17]